# Klaus Wunderlich
Pour les articles homonymes, voir Wunderlich.
Klaus Wunderlich, né le 18 juin 1931 à Chemnitz et mort le 28 octobre 1997 à Engen, est un musicien allemand.

## Biographie
Klaus Wunderlich est le fils d'un inspecteur de police. Dès l'âge de 16 ans il travaille comme accompagnateur de chœur pour les répétitions, mais préfère ensuite la musique de variétés. 
En 1951, il parcourt l'Allemagne de l'Ouest, jouant du piano dans les bars dans un trio. Il se familiarise à cette époque avec l'orgue Hammond qui devient son instrument de prédilection à partir de 1955. « L'orgue est toute ma vie », déclare-t-il, « Avec l'orgue Hammond on peut imiter n'importe quel instrument à cordes, à l'exception du fil à couper le beurre ». Il se produit alors en solo dans des cabarets jusqu'à ce que Teldec le remarque en 1958 et lui propose un contrat d'enregistrement.
Il parvient à créer des registrations très spécifiques sur ses orgues (Hammond C4, Hammond H100, ensuite reproduites sur divers modèles Wersi), créant ainsi le « son Wunderlich », reconnaissable entre tous.  Ses arrangements très swing contribue à sa notoriété.  Il est aussi le premier organiste (électronique) en Europe à utiliser la technique du re-recording ou « multipistes » (mono d'abord fin des années 1950, stéréo ensuite) pour étoffer ses enregistrements. La Société Telefunken lui permet de produire nombre d'albums 33T avec une qualité de son exceptionnelle pour l'époque et distribués dans le monde entier.
Dans les années 1970, il aménage à Reichenbach près de Karlsruhe son propre studio et travaille avec le synthétiseur Moog. Il joue avec trois claviers. Quand sort en 1973 le titre Sound 2000 - Moog, Organ, Rhythm, il se fait remarquer avec son interprétation de la paloma. Il acquiert une grande célébrité avec son New Pop Organ Sound, en complétant la mélodie jouée sur le Hammond H100 avec des effets sonores obtenus sur les orgues Wersi W248S et Lowrey H 25-3, puis à partir de 1977 avec le Wersi Helios.
Si ces sons sont difficiles à produire en studio, leur reproduction en live n'est pas possible. 
Klaus Wunderlich donne des concerts notamment en Angleterre à guichet fermé. Il s'est produit une fois en public au Royal Albert Hall.
Il a vendu plus de 20 millions de disques partout dans le monde et a reçu 13 albums d'or ainsi qu'une cassette d'or. 
Klaus Wunderlich meurt subitement le 28 octobre 1997 à Engen (dans le Bade-Wurtemberg) d'une crise cardiaque.

## Discographie
Wunderlich a publié plus de 100 albums, dont 13 disques et une cassette de musique ont reçu un disque d'or.
| Year | Title                                           | Country        | Peak | Weeks |
| ---- | ----------------------------------------------- | -------------- | ---- | ----- |
| 1965 | Hammond-Feuerwerk                               | Germany        | 24   | 4     |
| 1966 | Barmusik - 28 Melodien, die man nie vergißt     | Germany        | 28   | 4     |
| 1969 | Hammond Pops III                                | Germany        | 10   | 12    |
| 1971 | Hammond Pops 6                                  | Germany        | 41   | 12    |
| 1975 | The Hit World Of Klaus Wunderlich               | United Kingdom | 27   | 8     |
| 1976 | Speelt voor u 28 wereldbekende melodieën        | Netherlands    | 2    | 12    |
| 1978 | The Unique Klaus Wunderlich Sound               | United Kingdom | 28   | 4     |
| 1979 | The Fantastic Sound Of Klaus Wunderlich         | Netherlands    | 2    | 17    |
| 1979 | The Fantastic Sound Of Klaus Wunderlich         | United Kingdom | 43   | 5     |
| 1981 | The Fantastic Sound Of Klaus Wunderlich vol. II | Netherlands    | 13   | 24    |
| 1984 | On The Sunny Side Of The Street                 | United Kingdom | 81   | 2     |